# Il grande cocomero
Il grande cocomero é um filme de drama italiano de 1993 dirigido e escrito por Francesca Archibugi. Foi selecionado como represente da Itália à edição do Oscar 1994, organizada pela Academia de Artes e Ciências Cinematográficas.

## Elenco
- Sergio Castellitto - Arturo
- Anna Galiena - Cinthya Diotallevi
- Alessia Fugardi - Valentina 'Pippi' Diotallevi
- Silvio Vannucci
- Alessandra Panelli
- Victor Cavallo
- Maria Consagra
- Lidia Broccolino
- Raffaele Vannoli
- Giacomo Ciarrapico
- Lara Pranzoni
- Tiziana Bianchi
- Andrea Di Giacomo
- Marco Coda
- Giuseppe Giordani
- Gigi Reder - Prof. Turcati